# Три уикенда
«Три уикенда» (англ. Three Week-Ends) — немой чёрно-белый фильм 1928 года. Считается утерянным.

## Сюжет
Увидев страхового агента Джеймса Гордона разъезжающим на дорогом автомобиле, хористка Глэдис О’Брайен делает вывод, что он богат, и очаровывает его. На самом деле автомобиль принадлежит боссу Гордона, а сам он беден как церковная мышь и чтобы хоть как-то поправить свои дела, пытается продать пакет страховых услуг бродвейскому плейбою и миллионеру Тёрнеру.
Тем временем Тёрнер с недвусмысленными намерениями приглашает Глэдис провести уикенд в его загородном доме. Глэдис соглашается, намереваясь склонить ухажера принять предложение Гордона. Пока Глэдис плавает в бассейне, Тёрнер коварно прячет её одежду и уже готов приступить к соблазнению, но тут неожиданно приезжает Гордон. Он разбивает миллионеру нос и увозит Глэдис с собой. По пути в город он признается девушке, что вовсе не так богат, как она думает. В довершение всего за драку с богатым клиентом его увольняют.
Глэдис использует все своё обаяние, чтобы уговорить босса вернуть Гордона на работу, а затем с помощью шантажа добивается, чтобы Тёрнер подписал документы на страховку. Гордон узнает о её благородном поступке и женится на Глэдис.

## В ролях
| Актёр         | Роль            |
| ------------- | --------------- |
| Клара Боу     | Глэдис О’Брайан |
| Харрисон Форд | Тёрнер          |
| Нил Гамильтон | Джеймс Гордон   |
| Эдит Чепмен   | мамаша О’Брайан |